# Sonia Roco
Sonia Cubillo Malasarte-Roco (20 juli 1944) is een Filipijns politicus en de weduwe van voormalig presidentskandiaat Raul Roco. Roco stelde zich bij de verkiezingen van 2007 zonder succes kandidaat voor een zetel in de Filipijnse Senaat. Bij de verkiezingen van 2010 heeft ze een hernieuwde poging gedaan, ditmaal namens de Liberal Party. In 1998 en 2004 voerde ze campagne voor haar man, Paul Roco, voor diens kandidatuur voor het presidentschap van de Filipijnen. 